# Roussillon-en-Morvan
Roussillon-en-Morvan è un comune francese di 284 abitanti situato nel dipartimento della Saona e Loira nella regione della Borgogna-Franca Contea.
Il comune è attraversato dalla Canche.

## Società

### Evoluzione demografica
Abitanti censiti